# 川合定恒
川合 定恒（かわい さだつね）は、江戸時代中期の前橋藩、姫路藩家老。

## 生涯
前橋藩酒井家家臣川合章恒の子として生まれ、藩主酒井忠恭に禄高1000石の家老として仕える。
河合（川合）家は河合宗在が徳川家康に仕え、永禄4年（1561年）に酒井正親に附属せられて以来代々酒井家の家老を務める家柄であった。
酒井家は財政難のために、利根川の氾濫で荒廃し実高に乏しい前橋領から豊かな他領への転封を画策したが、定恒は「前橋城は神君より『永代この城を守護すべし』との朱印状まで付された城地である」「酒井家が家康公より任された要衝の地を捨てるのは不忠である」と大反対した。寛延2年（1749年）、家老本多光彬や用人犬塚又内が幕府側用人大岡忠光ら幕閣への工作を行い、姫路への転封に成功した。定恒も藩主忠恭の説得で了承し、先立って姫路に向かい転封の準備に当たった。同年7月大雨により船場川が決壊し、姫路城下を洪水が襲う事態となったため、独断で避難民を城内に収容。米蔵から備蓄米を被災者に与えた。寛延4年（1751年）転封や災害の後始末を終え、7月10日光彬と又内を自邸に招き、二人を殺害した上で自害した。享年46。この事件は「姫路騒動」と呼ばれる。本件を伝える実録として『姫陽陰語』『忠臣川合実記』等が残る。
川合家はお家断絶となり、母や妻子は実弟の松下高通に引き取られた。宝暦5年（1755年）、定恒の功績や由緒ある家柄が考慮されて次男宗見が30人扶で召し出され、後に累進して安永7年（1778年）には旧禄の1000石に復し、家老となる。宗見の子道臣は家老として藩財政を再建し、先祖の姓の「河合」に復することを許された。
後に河合家が火災に遭った際には、定恒によって救済された寛延洪水の被災者の子孫が大きな飯櫃二個に握飯を詰めて見舞うなど、播磨では定恒を仁心の人と伝えている。

## 定恒が登場する作品

### 小説
- 久生十蘭『無惨やな』
- 松本清張『酒井の刃傷』
- 池宮彰一郎『九思の剣』